# Lars Bystøl
Lars Bystøl (Voss, Hordaland, 4 december 1978) is een Noorse schansspringer. Hij is een neef van Arne Bystøl.
Bystøl wist tot 2006 nooit een World Cup wedstrijd te winnen en ook tijdens het Vierschansentoernooi presteerde hij in eerste instantie anoniem en bivakkeerde hij ergens in de middenmoot. Ook in de derde wedstrijd in Innsbruck leek alles bij het oude te blijven, getuige een 42e plaats na de kwalificatieronde. In zijn eerste sprong tijdens de finaleronde sprong hij echter 127,0 meter en mengde hij zich plotsklaps tussen de wereldtop. Zijn tweede sprong was nog beter en hij landde pas na een afstand van 129,5 meter. Uiteindelijk leverden deze sprongen hem 264,7 punten op, wat genoeg was voor zijn allereerste wereldbekeroverwinning, direct één met aanzien omdat het Vierschansentoernooi als het meest prestigieuze schansspringtoernooi te boek staat. Bij de laatste wedstrijd in Bischofshofen stond hij weer met beide benen aan de grond, toen hij de top 15 niet wist te bereiken.
Een paar weken later vloog hij echter weer, letterlijk en figuurlijk, toen hij tijdens de Olympische Winterspelen 2006 in Turijn het goud won op de K90-schans. Met sprongen van 131,0 meter en 135,5 meter bleef hij de Fin Matti Hautamäki en zijn landgenoot Roar Ljøkelsøy respectievelijk 1 en 2 punten voor. Weer een paar dagen later zou hij op de K120-schans daar een bronzen medaille aan toevoegen door op ruime afstand van de Oostenrijkers Thomas Morgenstern en Andreas Kofler als derde te eindigen. Hij sloot zijn Olympisch optreden af met een derde medaille en een tweede bronzen door met zijn Noorse team tijdens de teamwedstrijd opnieuw derde te worden, ditmaal achter het Oostenrijkse en Finse team.
Als teamspringer voor Noorwegen won Bystøl in 2003 in Val di Fiemme de bronzen medaille op het WK. Dit herhaalde hij en het Noorse team in 2005 toen in Oberstdorf de volgende WK werd gehouden.
| Logo van de Olympische Spelen | Goud | Zilver | Brons | Logo van de Olympische Spelen |
|                               | 1    | 0      | 2     |                               |